# Sucesión testada
Se denomina sucesión testada a aquella sucesión hereditaria en la que el fallecido ha dejado constancia de su voluntad mediante un testamento.
A través del testamento, el causante puede expresar su parecer sobre el destino que van a recibir sus bienes tras su muerte, y con ello puede modificar en parte lo que establece la Ley.
En el testamento se puede:
- Nombrar herederos diferentes de los establecidos en la Ley. Los herederos son sucesores generales de un porcentaje de la herencia.
- Nombrar legatarios para recibir unos bienes concretos.

## Importancia de la voluntad
Lo normal es que un ordenamiento jurídico dé importancia a la voluntad del fallecido, mayor o menor según qué casos, y que el Derecho de sucesiones esté formado por normas dispositivas en mayor número que imperativas.
Por ese motivo, en caso de sucesión testada, se aplica prioritariamente la voluntad del fallecido, en tanto en cuanto no entre en conflicto con las prohibiciones o límites establecidos en la Ley.

## Derecho comparado

### España
En Derecho español el testamento puede modificar los destinos de los bienes del fallecido siempre y cuando no afecte a las legítimas, que son imperativas.
No cabe, por tanto, desheredar a los destinatarios legales de las legítimas, salvo que se cumplan causas muy concretas tasadas en la Ley.
Salvando ese límite, cabe hacer legados y nombrar otros herederos con la parte de la herencia de libre disposición. También cabe distribuir mayores porcentajes entre los destinatarios de las legítimas (en el caso de los hijos, el tercio de mejora).
Territorios Forales
En España existen los territorios forales, en los que aparte del Derecho Civil Español, existen otras leyes forales con sus respectivos Códigos Civiles. Estas leyes forales regulan derechos patrimoniales, derechos de sucesión o regímenes matrimoniales propios de cada región. Conviene revisar estos Códigos Civiles Forales de la comunidad autónoma en la que se viva porque puede influir en la confección de un testamento y el tipo de herencia.
País Vasco
En el caso del territorio histórico de Vizcaya (País Vasco) existe el Derecho Civil Foral de Vizcaya, o Anteiglesia, que se permite desheredar a un hijo concreto o a todos.
En 03/07/2015, en la actualización Ley 5/2015 del Derecho Civil Vasco se introdujo como "Derecho Común" la posibilidad de desheredar. Con este cambio, el País Vasco sería la única comunidad autónoma de España en la que se puede desheredar a un hijo libremente.  Antes se tenía que justificar por un motivo concreto (como maltrato, etc.) pero ahora no es necesario.  

### Common Law
En el derecho anglosajón se da una gran importancia a la autonomía de la voluntad. Casi todo el derecho es dispositivo y, por tanto, se puede desheredar a los herederos que establece la Ley sin ningún tipo de límites. No existen las legítimas.